# プログレスMS-29
プログレス MS-29（ロシア語: Прогресс МC-27、ロシア製造番号459、NASAではプログレス90Pと呼称）は、国際宇宙ステーション（ISS）への再補給のためにロスコスモスが打ち上げたプログレス補給船。プログレス宇宙機にとって182回目の飛行。

## ミッション
プログレス MS-29は、2024年11月21日の12:22:23 UTC（射場の現地時間 17:22:23 AQTT）にソユーズ2.1aに搭載されてカザフスタンにあるバイコヌール宇宙基地31番射点から打ち上げられた。通常通りの2日間の自由飛行ののち、プログレスはISSのポイスクモジュールの天頂側（宇宙側）に11月23日 14:31:16 UTCにドッキングした。
ハッチを開ける際に、クルーは有毒な匂いと、飛沫による汚染の可能性を察知した。即座にハッチを閉鎖し、ISSのシステムを起動して大気中の潜在的な汚染物質を除去した。ハッチは11月25日に再度開けられ、貨物船は計画通りの手順で荷下ろしされた。NASAは、加圧貨物区画内の物質からのガス放出が臭いの原因である可能性が高いと述べている。しかしながら、ロシア宇宙産業の中には、この臭いと飛沫は、2024年11月19日に出発した前任のプログレス MS-27貨物船の分離に関連している可能性が高いと考える者もいる。彼らは、地上管制が、宇宙船からISSのタンクへ推進剤を移送するための配管を、分離前にパージしなかったと考えている。その結果、非常に有毒なハイパーゴリック推進剤が配管内に残留し、プログレス MS-27の分離時にドッキング機構に漏れた可能性がある。プログレス MS-29が到着した際、ドッキング機構に残っていた推進剤はハッチ内に閉じ込められており、ハッチが開かれた際にISS内に侵入した可能性がある。

## 積荷目録
それぞれのプログレスのミッションでは、クルーがアクセスできる与圧セクションに1000kgを超える補給品を輸送している。補給品には食料、飲料水、空気などの消耗品に加えてメンテナンスと科学研究のための機材も含まれている。非与圧セクションにはステーション内部の資源と空気を維持するための飲料水、燃料およびガスのタンクが搭載されている。これらの資源は自動化されたプロセスでステーションへと移送される。
このミッションでは、プログレス MS-29には打ち上げ前に総計2,487 kg (5,483 lb)の貨物及び補給品が搭載された。積荷目録は以下の通り：
- 与圧貨物: 1,155 kg (2,546 lb)
- 燃料: 869 kg (1,916 lb)
- 飲料水: 420 kg (930 lb)
- 窒素ガス: 43 kg (95 lb)